# Phérécyde de Syros
Pour les articles homonymes, voir Phérécyde.
Phérécyde de Syros (en grec ancien Φερεκύδης / Pherekýdês) est un philosophe grec  présocratique, qui était actif vers 540 av. J.-C. Il est né à Syros, l'une des Cyclades, dans la 45e olympiade (600 av. J.-C.). Oncle maternel de Pythagore, il lui dispensa ses enseignements. D'après Diogène Laërce, il fait partie des Sept sages.
Il aurait été le premier penseur grec à parler de l'immortalité de l'âme. Avec Anaximandre, il serait parmi les premiers penseurs grecs à avoir écrit en prose : la Souda le tient pour « le premier prosateur ». Diogène Laërce : « Phérécyde fut le premier à écrire sur la nature et l'origine des dieux. »

## Notice biographique

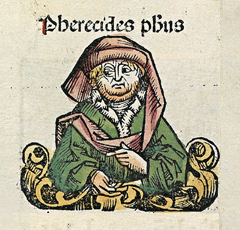
Phérécyde de Syros, Illustration issu de la Chronique de Nuremberg, Michel Wolgemut, Wilhelm Pleydenwurff 1493.

Fils de Babys, Phérécyde vécut au VIe siècle av. J.-C., peut-être de -585 à -499. Diogène Laërce place son acmé « pendant la 59e olympiade (544 av. J.-C.) ». Il se serait rendu en Égypte pour y apprendre la théologie et une science de la nature plus exacte. Les influences de l'orphisme semblent évidentes. Il dispensait son enseignement dans une grotte. Selon les biographes de Pythagore, il fréquenta Phérécyde comme maître vers -550. Douris de Samos, dans son ouvrage Sanctuaires rapporte son épitaphe :

« Toute la sagesse est résumée en moi. Qui veut me louer

Doit louer plutôt Pythagore, car il est le premier

Sur la terre grecque. Ce disant, je dis la vérité. »

Sa mort est aussi légendaire : selon les versions soit il mourut après avoir sauvé Éphèse par son pouvoir de prédiction[réf. nécessaire], soit il se suicida à Delphes[réf. nécessaire], soit il mourut de pédiculose. Il fut enterré par Pythagore à Délos en 499 av. J.-C. « Aristoxène, dans son livre Sur Pythagore et ses amis, dit que Phérécyde, après une maladie, fut enterré par Pythagore dans l'île de Délos,. ». 
Il aurait répondu à Thalès qui lui écrivait : « Puisses-tu avoir une heureuse fin, lorsque le moment fatal sera venu. Pour moi, ta lettre m’a trouvé malade : j’étais rongé de vermine et dévoré par la fièvre. J’ai ordonné à mes serviteurs de te porter mes écrits, lorsqu’ils m’auront enseveli. Publie-les, si, après en avoir conféré avec les autres sages, tu juges qu’ils méritent d’être lus; sinon, tu peux les supprimer; ils ne me satisfont pas complètement moi-même. En de telles questions la certitude est impossible; aussi je me flatte moins d’être arrivé à la vérité que d’avoir fourni quelques sujets de méditation à ceux qui s’occupent de théologie. Du reste, il faut interpréter mes paroles et aller au fond ; car tout est allégorique. Le mal s’accroît de plus en plus, et je n’admets maintenant auprès de moi ni médecin, ni amis. Lorsqu’ils viennent me demander de mes nouvelles, je leur tends mon doigt par la porte entr’ouverte, pour leur montrer le mal qui me ronge, et je leur dis de venir demain aux funérailles de Phérécyde.»
La dimension chamanique relie Phérécyde à d'autres penseurs « hyperboréens » ou « apolliniens ». Ainsi pour Apollonios Dyscole, « À Épiménide, Aristée, Hermotime, Abaris et Phérécyde a succédé Pythagore (...) qui ne voulut jamais renoncer à l'art de faiseur de miracles. » Le premier à noter cet aspect fut Meuli.
Phérécyde possède sans doute ce don chamanique qu'il attribue à Éthalidès : « que son âme fût tantôt dans l'Hadès et tantôt, au contraire, dans les lieux au-dessus de la terre ».
Il était considéré comme un grand mage : « Voyant un navire avancer à vive allure, poussé par un vent favorable, il affirma que sous peu il sombrerait, et le navire coula devant ses yeux ». Il recevait des songes d'Héraclès.

## Philosophie
La conception de l'âme que se fait Phérécyde de Syros est capitale dans l'histoire de la pensée. Théorie de l'autonomie et de l'individualité de l'âme, de l'âme comme identité de l'homme : « Même étant mort, il mène une vie joyeuse pour son âme. » Théorie de l'immortalité de l'âme : « À ce qu'attestent les documents écrits, Phérécyde de Syros a été le premier à avoir dit que les âmes des hommes sont éternelles. » Il est le premier, en Occident, à soutenir que l'âme retourne successivement s'incarner sur Terre :

« Phérécyde, parlant de repaires, de tanières et d'antres, de portes et d'entrées, exprimant par là, énigmatiquement, les naissances des âmes et leur départ de la vie. »

— (Porphyre, Sur l'antre des nymphes, 31.)
À l'origine se placent deux dieux, un mâle, Zas (dialecte ionien pour « Zeus »), l'autre femelle, Chthonie (« Terre »), unis dans un mariage sacré, en présence du Temps : « Zas, donc, et Temps [Chronos], furent toujours, ainsi que Chthonie, mais Chthonie reçut le nom de Terre [Gè], après que Zas l'eut honorée en lui faisant don de la terre. »
D'après Sextus Empiricus dans ses Esquisses pyrrhoniennes, « Phérécyde de Syros a dit que la terre était principe de tout » ; il place ainsi Phérécyde sur le même plan que Thalès pour l'eau, Anaximène pour l'air et Hippase de Métaponte pour le feu (étrangement, aucune référence à Héraclite n'est ici faite), et Pythagore pour les nombres, chacun voyant dans le concept associé le premier principe de l'univers.

## Œuvres
En raison de son œuvre originale, il est passé dans la légende. Il est l'auteur de l'Heptamychia, l'une des premières œuvres en prose attestées de la littérature grecque, qui constitue un pont majeur entre la pensée mythique et présocratique. Phérécyde y développe sa pensée philosophique à travers les représentations mythiques. Bien qu'elle soit perdue dans son intégralité, il est possible de se faire une idée générale de l'œuvre grâce aux fragments restants. Aristote dans sa Métaphysique ne la qualifie-t-il pas comme un mélange de mythes et de philosophie ?
Phérécyde livre une histoire du monde qui procède d'une rationalisation du panthéon grec. Le Dieu des dieux n'est plus Zeus mais Zas, « celui qui vit ». Son père est moins Chronos le titan géniteur, que sa représentation, à savoir le temps, de qui dépendent l'eau, la terre, l'air et le feu. La querelle entre le père et le fils semble avoir été passée sous silence. Chronos et Zas s'engagent dans une guerre contre Ophionée, l'homme-serpent ; et Zas célèbre sa victoire en tissant une robe pour Chthonie, qui est transformée en Gè, c'est-à-dire la surface de la terre.
La part de Phérécyde à la formation de la pensée présocratique est le refus d'une création ex nihilo, une auto-création du cosmos, la nature éternelle des premiers principes.

### Sources
- Diogène Laërce, I, 116-119.
- Aristote, Métaphysique, 1091 b 8-10.
- Aristote, Sur les Pythagoriciens, fragment 1, trad. an. : The Complete Works of Aristotle, J. Barnes édi., Princeton University Press, 1984, p.  2441-2446.
- Cicéron, Tusculanes, I, 16, 38.

### Fragments
- Giorgio Colli, La sagesse grecque (1977-1978), t. 2 : Épiménide, Phérécyde, Thalès, Anaximandre, Onomacrite (1978), trad., Éditions de l'Éclat, 1991, p. 78-103 (fragments : texte grec et trad.).

### Études
- Giorgio Colli, La sagesse grecque (1977-1978), trad., Éditions de l'Éclat, t. 2 : Épiménide, Phérécyde, Thalès, Anaximandre, Onomacrite, 1991, p. 19-23 (introduction), 78-103 (fragments : texte grec et traduction) pp. 273-279 (commentaire).
- Michael L. Martin, Les chamans grecs, 2004 Lire en ligne
- Erwin Rohde, Psyché. Le culte de l'âme chez les Grecs et leur croyance à l'immortalité (1890-1894), trad. (1928), Bibliothèque des introuvables, 1999.
- (en) H. S. Schibli, Pherekydes of Syros, Oxford University Press, 1990. Avec une collection de fragments.
- (en) Martin L. West, Early Greek Philosophy, Oxford University Press, 1971, p. 1-75.